# Raupenartiges Vorgehen

Schema der Bewegungsabfolge

Raupenartiges Vorgehen ist die militärische Bezeichnung für eine bestimmte Art der Truppenbewegung. Dabei geht jeweils ein Teil – gewöhnlich etwa eine Hälfte der zu bewegenden Truppen – so weit vor, dass die zurückbleibenden Kräfte ihn erforderlichenfalls mit Feuer unterstützen können. Danach bezieht dieser Teil Stellungen und sichert das Nachziehen der zurückgebliebenen Kräfte bis auf die eigene Höhe. Anschließend geht die erste Truppe wieder vor.
Es geht also stets die gleiche Teiltruppe unter Sicherung der anderen vor, während die Sicherungskräfte immer nur bis auf Höhe der Spitzentruppe nachziehen. Im Gegensatz dazu wird ein Vorgehen, bei dem sich die Truppenteile ständig gegenseitig überholen, als Überschlagendes Vorgehen bezeichnet.
Raupenartiges Vorgehen wird nicht nur von Kampftruppen (Infanterie, Panzertruppe) angewendet, sondern auch von Flugabwehrtruppen oder Artillerie. Bei diesen bezeichnet es ein Verfahren, bei dem immer ein Teil der Kräfte feuerbereit ist, während der andere sich in die nächste Stellung bewegt.
Raupenartiges Vorgehen lässt sich in allen Gefechtsarten anwenden. Es ist besonders geeignet, wenn Truppen unterschiedlicher Ausbildung oder Ausrüstung zusammenwirken, von denen der eine Teil deutlich besser aufklären und beobachten kann als der andere, oder in gefährlichen Lagen, in denen der Sicherungshalt der Spitzentruppe zugleich der Beobachtung und Aufklärung des eigenen weiteren Vorgehens dienen soll.